# Fourth Division 1966-1967
La Fourth Division 1966-1967 è stato il 9º campionato inglese di calcio di quarta divisione. Il titolo di campione di lega è stato vinto dallo Stockport County, che è salito in Third Division insieme a Southport (2º classificato), Barrow (3º classificato) e Tranmere Rovers (4º classificato). 
Capocannoniere del torneo è stato Ernie Phythian (Hartlepool United) con 23 reti.

## Stagione

### Novità
Al termine della stagione precedente, insieme ai campioni di lega del Doncaster Rovers, salirono in Third Division anche: il Darlington (2º classificato), il Torquay United (3º classificato) e il Colchester United (4º classificato).
Queste squadre furono rimpiazzate dalla quattro retrocesse provenienti dalla divisione superiore: Southend United (relegato per la prima volta nel quarto livello del calcio inglese), Exeter City, Brentford e York City.
Il Rochdale, il Lincoln City, il Bradford City ed i gallesi del Wrexham che occuparono le ultime quattro posizioni della classifica, vennero rieletti in Football League dopo una votazione che ebbe il seguente responso:
| Club             | Lega                   | Voti | Verdetto   |
| ---------------- | ---------------------- | ---- | ---------- |
| Lincoln City     | Fourth Division        | 43   | Rieletto   |
| Bradford City    | Fourth Division        | 42   | Rieletto   |
| Wrexham          | Fourth Division        | 40   | Rieletto   |
| Rochdale         | Fourth Division        | 40   | Rieletto   |
| Wigan Athletic   | Cheshire County League | 5    | Non eletto |
| Cambridge United | Southern League        | 5    | Non eletto |
| Hereford United  | Southern League        | 4    | Non eletto |
| Bedford Town     | Southern League        | 3    | Non eletto |
| Morecambe        | Lancashire Combination | 2    | Non eletto |
| Romford          | Southern League        | 2    | Non eletto |
| Corby Town       | Southern League        | 1    | Non eletto |
| Wellington Town  | Southern League        | 1    | Non eletto |
| Wibledon FC      | Southern League        | 1    | Non eletto |
| Folkestone       | Southern League        | 0    | Non eletto |
| Scarborough      | Midland League         | 0    | Non eletto |
| Yeovil Town      | Southern League        | 0    | Non eletto |

### Formula
Le prime quattro classificate venivano promosse in Third Division, mentre le ultime quattro erano sottoposte al processo di rielezione.

## Squadre partecipanti
| Squadra              | Città                    | Stadio            | Stagione precedente                     |
| -------------------- | ------------------------ | ----------------- | --------------------------------------- |
| Aldershot            | Aldershot                | Recreation Ground | 17º posto in Fourth Division            |
| Barnsley             | Barnsley                 | Oakwell           | 16º posto in Fourth Division            |
| Barrow               | Barrow-in-Furness        | Holker Street     | 12º posto in Fourth Division            |
| Bradford City        | Bradford                 | Valley Parade     | 23º posto in Fourth Division, rieletto  |
| Bradford Park Avenue | Bradford                 | Park Avenue       | 11º posto in Fourth Division            |
| Brentford            | Londra (Hounslow)        | Griffin Park      | 23º posto in Third Division, retrocesso |
| Chester              | Chester                  | Sealand Road      | 7º posto in Fourth Division             |
| Chesterfield         | Chesterfield             | Saltergate        | 20º posto in Fourth Division            |
| Crewe Alexandra      | Crewe                    | Gresty Road       | 14º posto in Fourth Division            |
| Exeter City          | Exeter                   | St James Park     | 22º posto in Third Division, retrocesso |
| Halifax Town         | Halifax                  | The Shay          | 15º posto in Fourth Division            |
| Hartlepool United    | Hartlepool               | Victoria Park     | 18º posto in Fourth Division            |
| Lincoln City         | Lincoln                  | Sincil Bank       | 22º posto in Fourth Division, rieletto  |
| Luton Town           | Luton                    | Kenilworth Road   | 6º posto in Fourth Division             |
| Newport County       | Newport                  | Somerton Park     | 9º posto in Fourth Division             |
| Notts County         | Nottingham               | Meadow Lane       | 8º posto in Fourth Division             |
| Port Vale            | Stoke on Trent (Burslem) | Vale Park         | 19º posto in Fourth Division            |
| Rochdale             | Rochdale                 | Spotland Stadium  | 21º posto in Fourth Division, rieletto  |
| Southend United      | Southend on Sea          | Roots Hall        | 21º posto in Third Division, retrocesso |
| Southport            | Southport                | Haigh Avenue      | 10º posto in Fourth Division            |
| Stockport County     | Stockport                | Edgeley Park      | 13º posto in Fourth Division            |
| Tranmere Rovers      | Birkenhead               | Prenton Park      | 5º posto in Fourth Division             |
| Wrexham              | Wrexham                  | Racecourse Ground | 24º posto in Fourth Division, rieletto  |
| York City            | York                     | Bootham Crescent  | 24º posto in Third Division, retrocesso |

## Classifica finale
|  | Pos. | Squadra          | Pt | G  | V  | N  | P  | GF | GS | QR    |
|  | ---- | ---------------- | -- | -- | -- | -- | -- | -- | -- | ----- |
|  | 1    | Stockport County | 64 | 46 | 26 | 12 | 8  | 69 | 42 | 1.643 |
|  | 2    | Southport        | 59 | 46 | 23 | 13 | 10 | 69 | 42 | 1.643 |
|  | 3    | Barrow           | 59 | 46 | 24 | 11 | 11 | 76 | 54 | 1.407 |
|  | 4    | Tranmere         | 58 | 46 | 22 | 14 | 10 | 66 | 43 | 1.535 |
|  | 5    | Crewe Alexandra  | 54 | 46 | 21 | 12 | 13 | 70 | 55 | 1.273 |
|  | 6    | Southend Utd     | 53 | 46 | 22 | 9  | 15 | 70 | 49 | 1.429 |
|  | 7    | Wrexham          | 52 | 46 | 16 | 20 | 10 | 76 | 62 | 1.226 |
|  | 8    | Hartlepool Utd   | 51 | 46 | 22 | 7  | 17 | 66 | 64 | 1.031 |
|  | 9    | Brentford        | 49 | 46 | 18 | 13 | 15 | 58 | 56 | 1.036 |
|  | 10   | Aldershot        | 48 | 46 | 18 | 12 | 16 | 72 | 57 | 1.263 |
|  | 11   | Bradford City    | 48 | 46 | 19 | 10 | 17 | 74 | 62 | 1.194 |
|  | 12   | Halifax Town     | 44 | 46 | 15 | 14 | 17 | 59 | 68 | 0.868 |
|  | 13   | Port Vale        | 43 | 46 | 14 | 15 | 17 | 55 | 58 | 0.948 |
|  | 14   | Exeter City      | 43 | 46 | 14 | 15 | 17 | 50 | 60 | 0.833 |
|  | 15   | Chesterfield     | 42 | 46 | 17 | 8  | 21 | 60 | 63 | 0.952 |
|  | 16   | Barnsley         | 41 | 46 | 13 | 15 | 18 | 60 | 64 | 0.938 |
|  | 17   | Luton Town       | 41 | 46 | 16 | 9  | 21 | 59 | 73 | 0.808 |
|  | 18   | Newport County   | 40 | 46 | 12 | 16 | 18 | 56 | 63 | 0.889 |
|  | 19   | Chester          | 40 | 46 | 15 | 10 | 21 | 54 | 78 | 0.692 |
|  | 20   | Notts County     | 37 | 46 | 13 | 11 | 22 | 53 | 72 | 0.736 |
|  | 21   | Rochdale         | 37 | 46 | 13 | 11 | 22 | 53 | 75 | 0.707 |
|  | 22   | York City        | 35 | 46 | 12 | 11 | 23 | 65 | 79 | 0.823 |
|  | 23   | Bradford PA      | 35 | 46 | 11 | 13 | 22 | 52 | 79 | 0.658 |
|  | 24   | Lincoln City     | 31 | 46 | 9  | 13 | 24 | 58 | 82 | 0.707 |

Legenda:
      Promosso in Third Division 1967-1968.
      Rieletto nella Football League.
Regolamento:
Due punti a vittoria, uno a pareggio, zero a sconfitta.
A parità di punti le squadre venivano classificate secondo il quoziente reti.
Note:

Rochdale costretto alla rielezione per peggior quoziente reti nei confronti dell'ex aequo Notts County.